# Parathesis perpunctata
Parathesis perpunctata är en viveväxtart som beskrevs av C.L. Lundell. Parathesis perpunctata ingår i släktet Parathesis och familjen viveväxter. Inga underarter finns listade i Catalogue of Life.